# Adrian Dziółko
Adrian Dziółko (ur. 22 lutego 1990 w Kielcach) – polski badmintonista, olimpijczyk z igrzysk olimpijskich w Rio w 2016 roku. Jest zawodnikiem klubu Hubal Białystok.

## Kariera
Złoty medalista Międzynarodowych Mistrzostw Polski Juniorów w grze mieszanej 2008. Złoty medalista Drużynowych Mistrzostw Polski 2013, srebrny medalista Mistrzostw Europy Drużyn Męskich 2010, brązowy medalista Międzynarodowych Mistrzostw Polski w grze pojedynczej mężczyzn 2014.
Wielokrotny medalista Mistrzostw Polski w grze pojedynczej (2011, 2013, 2014, 2015) oraz w grze podwójnej mężczyzn 2012, 2013, 2015).
Na igrzyskach olimpijskich w Rio de Janeiro wziął udział w fazie grupowej w singlu mężczyzn. W pierwszym meczu, rozegranym 11 sierpnia, zwyciężył z Kevinem Cordónem 2:1. 13 sierpnia przegrał z Chen Longiem 0:2, a dzień później z Niluką Karunaratne również 0:2. W 2018 roku zdobył na Mistrzostwach Polski srebrny medal w grze pojedynczej mężczyzn.

## Osiągnięcia
| Rok  | Zawody                   | Przeciwnik           | Wynik               | Pozycja |
| ---- | ------------------------ | -------------------- | ------------------- | ------- |
| 2012 | Turkey International     | Dmytro Zawadski      | 19-21, 19-21        | 2       |
| 2013 | Lithuanian International | Raul Must            | 23-21, 21-13        | 1       |
| 2014 | Romanian International   | Misbun Ramdan Misbun | 21-15, 18-21, 16-21 | 2       |
| 2015 | Welsh International      | Władimir Małkow      | 13-21, 17-21        | 2       |
| 2015 | Lagos International      | B. Sai Praneeth      | 14-21, 11-21        | 2       |
| 2016 | Brazil International     | Pedro Martins        | 18-21, 20-22        | 2       |
| 2018 | Slovak Open              | Andre Marteen        | 12–21, 14–21        | 2       |
| 2018 | Dutch International      | Cheam June Wei       | 21–13, 13–21, 10–21 | 2       |
| 2018 | Hellas Open              | Léo Rossi            | 21–11, 19–21, 21–19 | 1       |